# Pontpierre
|  | Per a altres significats, vegeu «Pontpierre (Luxemburg)». |

Pontpierre (francès) o Stémbidaschtroff (en fràncic lorenès) és un municipi francès al departament del Mosel·la (regió de Gran Est). L'any 2007 tenia 789 habitants. Portpierre és a la dreta de la Nied alemanya.

## Història
El seu nom s'ha documentat amb les grafies Bedestrof (1332), Stegebudestrof (1400), Stein Biderstroff, Buderstrof (1544), Steinbiederstroff, le Pont de Pierre (1594), Pont de Pierre (1677), Pontpierre o Steinbidestroff (s. XVIII), en alemany Biedersdorff o Steinbiedersdorff. Terra de l'Imperi, poble del comtat de Créhange. Seu de la justícia alta, mitjana i baixa. Unida al regne de França el 1680 per sentència de la cambra de reunió anul·lada el 1697 en el Tractat de Rijswijk, unida de nou l'any 1793 i definitivament cedit per l'article 6 del Tractat de Lunéville, annexat a l'arxiprestat de Morhange. Jurisdicció de Katzenelnbogen i dret romà. Pertany al cantó de Faulquemont des de 1793. Té com a annex el Petit Moulin i la casa anomenada Sitzmanshaus.

## Demografia
El 2007 la població de fet de Pontpierre era de 789 persones. Hi havia 296 famílies, de les quals 65 eren unipersonals (24 homes vivint sols i 41 dones vivint soles), 77 parelles sense fills, 122 parelles amb fills i 32 famílies monoparentals amb fills.
La població ha evolucionat segons el següent gràfic:
La piràmide de població per edats i sexe el 2009 era:
| Homes | Edats   | Dones |
| ----- | ------- | ----- |
| 0     | 95 o +  | 0     |
| 0     | 90 a 94 | 4     |
| 4     | 85 a 89 | 16    |
| 4     | 80 a 84 | 0     |
| 8     | 75 a 79 | 20    |
| 0     | 70 a 74 | 24    |
| 4     | 65 a 69 | 12    |
| 8     | 60 a 64 | 12    |
| 16    | 55 a 59 | 12    |
| 32    | 50 a 54 | 12    |
| 32    | 45 a 49 | 24    |
| 52    | 40 a 44 | 56    |
| 28    | 35 a 39 | 36    |
| 12    | 30 a 34 | 32    |
| 20    | 25 a 29 | 0     |
| 16    | 20 a 24 | 12    |
| 44    | 15 a 19 | 40    |
| 40    | 10 a 14 | 28    |
| 24    | 5 a 9   | 28    |
| 12    | 0 a 4   | 16    |

### Habitatges
El 2007 hi havia 313 habitatges, 299 eren l'habitatge principal de la família, 2 eren segones residències i 12 estaven desocupats. 256 eren cases i 56 eren apartaments. Dels 299 habitatges principals, 230 estaven ocupats pels seus propietaris, 61 estaven llogats i ocupats pels llogaters i 7 estaven cedits a títol gratuït; 12 tenien dues cambres, 26 en tenien tres, 53 en tenien quatre i 207 en tenien cinc o més. 257 habitatges disposaven pel capbaix d'una plaça de pàrquing. A 107 habitatges hi havia un automòbil i a 158 n'hi havia dos o més.

## Economia
El 2007 la població en edat de treballar era de 538 persones, 369 eren actives i 169 eren inactives. De les 369 persones actives 333 estaven ocupades (184 homes i 149 dones) i 35 estaven aturades (11 homes i 24 dones). De les 169 persones inactives 54 estaven jubilades, 59 estaven estudiant i 56 estaven classificades com a «altres inactius».

### Ingressos
El 2009 a Pontpierre hi havia 290 unitats fiscals que integraven 797,5 persones, la mediana anual d'ingressos fiscals per persona era de 17.828 €.

### Activitats econòmiques
Dels 16 establiments que hi havia el 2007, 6 eren d'empreses de construcció, 1 d'una empresa de comerç i reparació d'automòbils, 7 d'empreses d'hostatgeria i restauració, 1 d'una entitat de l'administració pública i 1 d'una empresa classificada com a «altres activitats de serveis».
Dels 9 establiments de servei als particulars que hi havia el 2009, 1 era un taller de reparació d'automòbils i de material agrícola, 3 paletes, 2 fusteries, 1 lampisteria, 1 perruqueria i 1 restaurant.
L'any 2000 a Pontpierre hi havia 4 explotacions agrícoles.

## Equipaments sanitaris i escolars
El 2009 hi havia 1 escola maternal i 1 escola elemental.

## Poblacions properes
El següent diagrama mostra les poblacions més properes.